# Сираноид
Сираноид (англ. cyranoid) — участник психологического эксперимента, который скрытно носит приёмопередатчик и в разговорах с другими людьми не высказывает собственные мысли, а буквально повторяет слова другого человека, передаваемые по радиосвязи. Собеседники сираноида, как правило, не знают об этом или даже вообще не подозревают, что проводится психологическое исследование.
Термин «сираноид» ввёл в конце 1970-х годов социальный психолог Стэнли Милгрэм, который тогда начал проводить подобные эксперименты. Идею для этого исследования он взял из пьесы Эдмона Ростана «Сирано де Бержерак», в которой красивый лицом, но не одарённый высоким интеллектом Кристиан изъясняется с возлюбленной Роксаной не своими словами, а словами другого героя той же пьесы — талантливого поэта Сирано де Бержерака.
Буквальное повторение услышанных слов без задержки и осмысления называется «следование за речью» (англ. speech shadowing); эта техника нередко используется при изучении иностранных языков. Милгрэм использовал её для психологических экспериментов и ввёл ещё несколько связанных с ними терминов. Так, человек, который находится в другом помещении и произносит слова, которые должен повторять сираноид, называется «источником» (англ. source), сам сираноид называется также «последователем» или «повторителем» (shadower), собеседник сираноида — «взаимодействующим» или «интерактантом» (interactant). Эксперимент считается успешным, если интерактант поддался «циранической иллюзии» (cyranic illusion) и не догадался, что на самом деле общается с другим человеком.
В первых оригинальных опытах Милгрэму удалось создать и изучить несколько циранических иллюзий. В одном из таких опытов источниками были взрослые специалисты в различных областях знания, повторителями — дети 11 — 12 лет, интерактантами — учителя, принимающие экзамен у этих детей. Никто из интерактантов не догадался о наличии «подсказок» от «источников»; учителей не смутило то, что дети так легко отвечали на сложные вопросы, показывая знания, не характерные для столь юного возраста и порой неизвестные даже самим экзаменаторам.
В другом эксперименте источники менялись во время беседы повторителя с интерактантом: сираноид повторял слова, переданные ему по радио разными людьми; большинство интерактантов также не удавалось заметить внезапные изменения стиля устной речи сираноида и распознать эту «подмену».
После этих опытов Милгрэм пришёл к выводу, что такой метод исследования (цираноидный метод) найдёт себе применение в социальной психологии. Он позволяет отделить форму социального субъекта (тело и внешность человека) от его содержания — высказываемых мыслей и исследовать различия в восприятии одного и того же высказывания, сделанного разными людьми. Это может помочь в изучении расовых, гендерных, возрастных и других распространённых стереотипов.
Милгрем также сравнивал сираноидов с некоторыми больными паранойей, которые «слышат» некие голоса других, иногда так же воспроизводят эти слова в своих речах. Так происходит замена истинного «я» человека присутствием какой-то внешней по отношению к нему силы.
Долгое время эти опыты Милгрэма не вызывали большого интереса ни в научном сообществе, ни среди широких масс, да и сам Милгрэм так и не опубликовал эти исследования в виде завершённой научной работы.
Однако в XXI веке интерес к этой теме стал возрождаться. В 2014 году Кевин Корти (Kevin Corti) и Алекс Гилспи (Alex Gillespie), социальные психологи Лондонской школы экономики, впервые издали в полном объёме записи исследований Милгрэма.
Робб Митчел (Robb Mitchell) провёл исследование использования сираноидного метода в экспериментальном образовании. В его опыте юные ученики также были повторителями, а их преподаватели — интерактантами.
Сираноиды также используются в современном искусстве для создания инсталляций, в которых люди общаются со знакомыми, как бы находящимися в телах незнакомцев.